# Temporada 2019-2020 del Teatre Nacional de Catalunya
La temporada 2019-2020 del Teatre Nacional de Catalunya es va veure afectada per la pandèmia de COVID-19. El 14 de març de 2020 el Govern d'Espanya va declarar l'estat d'alarma, obligant a clausurar tots els espais d'oci, cultura i esport. La programació del TNC fou interrompuda a partir del dijours 12 de març. El dia abans, encara s'havia representat l'obra Justícia a la Sala Gran però totes les demés funcions previstes per aquest espectacle, entre 12 i el 22 de març, van haver de ser suspeses. Van córrer la mateixa sort tots els espectacles previstos entre el mes de març i juny, que foren completament cancel·lats. La programació no es va poder reprendre fins a principis del mes de juliol, amb la funció de La melancolía del turista. Les funcions suspeses foren parcialment recuperades a la següent temporada.

## Espectacles
| Temporada 2019-2020 del Teatre Nacional de Catalunya            |                                                            |                                                                      | |                                | |                          |                                   |                               |
| Espectacle                                                      | Autoria                                                    | Direcció                                                             | Actors i actrius principals / artistes | Escenografia                   | Producció | Dates                    | Sala                              | Gènere                        |
| La Rambla de les Floristes                                      | Josep Maria de Sagarra                                     | Jordi Prat i Coll                                                    | Clara Altarriba, David Anguera, Albert Ausellé, Rosa Boladeras, Marina Gatell, Berta Giraut, Antònia Jaume, Davo Marín, Carme Milán, Albert Mora, Carol Muakuku, Albert Pérez, Xavier Ripoll, Jacob Torres | Laura Clos "Closca"            | Teatre Nacional de Catalunya | 10/10/19 al 24/11/19     | Sala Gran                         | Teatre                        |
| Habitació 1: Ultima Thule                                       | HOTEL, Col·lectiu Escènic i ATRESBANDES                    | ATRESBANDES (Mònica Almirall, Miquel Segovia i Albert Pérez Hidalgo) | Laia Duran, Rober Gómez, Èlia López | Clàudia Vilà                   | Teatre Nacional de Catalunya, Escena Poblenou, HOTEL (Col·lectiu escènic) | 17/10/19 al 20/10/19     | Sala Tallers                      | Espectacle multidisciplinari  |
| La mort i la primavera                                          | Mercè Rodoreda                                             | Joan Ollé                                                            | Joan Anguera, Pepo Blasco, Sara Morera, Rosa Renom, Francesc Colomer, Roger Vilà | Sebastià Brosa                 | Teatre Nacional de Catalunya, Temporada Alta 2019 | 24/10/19 al 10/11/19     | Sala Petita                       | Teatre                        |
| La nena dels pardals                                            | Teatre al detall                                           | Joan Maria Segura i Bernadas                                         | Txell Botey, Xavi Idàñez i La Tresca i la Verdesca (Jordi López, Toni López i Claudi Llobet) | Víctor Peralta                 | Teatre al detall | 26/10/19 al 10/11/19     | Sala Tallers                      | Teatre                        |
| Solo una actriz de teatro                                       | Gabriel Calderón                                           | Levón                                                                | Estela Medina | Claudia Sánchez                | Laura Pouso | 14/11/19                 | Sala Petita                       | Teatre                        |
| Mateix dia. Mateixa hora. Mateix lloc                           | Projecte de creació comunitària de Lali Álvarez i HUI BASA | Lali Álvarez Garriga                                                 | Rosa Agut, Noa Alcaraz, Jordi Aragonés, Agustí Badia, Sonia Espinosa, Paloma Fernández, Francesc Ferrando, Lorda Ferrer, Clara Garcés, Anna Maria Guix, Rosa Guri, Asha Liberty, Feliz López, Pepita Magriñà, Carla Martínez, Anna Victòria Montero, Maria Montserrat Botet, Lara Oliete, Andrea Serra Conejero, Milah Stoleru, David Teixidó |                                | Teatre Nacional de Catalunya, "la Caixa", en el marc dels programes Art for Change i CaixaEscena, Hui Basa                                                                                         | 21/11/19 al 24/11/19     | Sala Tallers                      | Teatre                        |
| Europa Bull                                                     | Indi Gest                                                  | Jordi Oriol                                                          | Sasha Agranov, Joan Carreras, Anna Hierro, Carles Pedragosa, Karl Stets, Olga Onrubia |                                | Teatre Nacional de Catalunya, Indi Gest, Premi Quim Masó 2018 | 28/11/19 al 15/12/19     | Sala Petita                       | Teatre                        |
| Órdago a la grande                                              |                                                            | Arantza López, Vero Cendoya                                          | Ainhoa García, Èlia Farrero, Anna Morancho, Edgar Murillo, Padi Padilla, Xavier Teixidó |                                | We Act | 29/11/19                 | Sala Tallers                      | Teatre inclusiu               |
| Richard III redux OR Sara Beer [is/not] Richard III             | Dramatúrgia Kaite O’Reilly, Phillip Zarrilli               | Phillip Zarrilli                                                     | Sara Beer |                                | The Llanarth Group | 30/11/19 al 01/12/19     | Sala Tallers                      | Teatre inclusiu               |
| L'amic retrobat                                                 | Fred Uhlman                                                | Joan Arqué                                                           | Joan Amargós, Quim Àvila, Jordi Martínez | Xesca Salvà                    | Teatre de l’Aurora | 04/12/19 al 22/12/19     | Sala Tallers                      | Teatre                        |
| Mrs. Dalloway                                                   | Virginia Woolf                                             | Carme Portaceli                                                      | Jimmy Castro, Jordi Collet, Inma Cuevas, Nelson Dante, Gabriela Flores, Zaira Montes, Blanca Portillo, Raquel Varela | Anna Alcubierre                | Teatro Español, Teatre KVS Brussel·les | 12/12/19 al 04/01/20     | Sala Gran                         | Teatre                        |
| Raphaëlle                                                       | La Conquesta del Pol Sud                                   | Carles Fernández Giua                                                | Raphaëlle Pérez, Carles Fernández Giua, Eugenio Szwarcer | Eugenio Szwarcer               | Grec Festival de Barcelona 2018, Teatre Nacional de Catalunya, La Conquesta del Pol Sud, Centre de Cultura Contemporània de Barcelona (CCCB)                                                       | 09/01/20 al 02/02/20     | Sala Tallers                      | Teatre documental             |
| La casa de les aranyes                                          | Paco Zarzoso                                               | Lurdes Barba, Paco Zarzoso                                           | Verónica Andrés, Francesc Garrido, Àgueda Llorca, Rosa Renom, Pep Ricart, Santi Ricart | Max Glaenzel                   | Teatre Nacional de Catalunya, Institut Valencià de Cultura | 22/01/20 al 09/02/20     | Sala Petita                       | Teatre                        |
| Gazoline                                                        | Jordi Casanovas, LaJoven                                   | José Luis Arellano García                                            | Mard B. Ase, Michael Batista, María Elaidi, Prince Ezeanyim, Delia Seriche | Sílvia da Marta                | Fundación Teatro Joven | 12/02/20 al 01/03/20     | Sala Tallers                      | Teatre                        |
| Justícia                                                        | Guillem Clua                                               | Josep Maria Mestres                                                  | Manel Barceló, Alejandro Bordanove, Marc Bosch, Roger Coma, Vicky Peña, Pere Ponce, Josep Maria Pou, Anna Sahun, Anna Ycobalzeta, Katrin Vankova | Paco Azorín                    | Teatre Nacional de Catalunya | 13/02/20 al 22/03/20     | Sala Gran                         | Teatre                        |
| Solitud                                                         | Víctor Català                                              | Alícia Gorina                                                        | Pepo Blasco, Ona Grau, Oriol Guinart, Pol López, Laura Luna, Adriana Parra, Maria Ribera, Adrià Salazar, Pau Vinyals | Sílvia Delagneau               | Teatre Nacional de Catalunya | 05/03/20 al 05/04/20     | Sala Petita                       | Teatre                        |
| L'huracà                                                        | Carme Montoriol                                            | Mònica Bofill                                                        | Quim Àvila, Montse Germán, Júlia Jové, Josep Julien i Gemma Martínez | Laura Clos "Closca"            | Teatre Nacional de Catalunya | 12/03/20 al 15/03/20     | Sala Tallers                      | Teatre                        |
| Una venjança com n'hi ha poques + Es rifa un home! + Les cartes | Lluïsa Denís, Rosa Maria Arquimbau, Víctor Català          | Ester Villamor, Marta Aran, Clara Manyós                             | Una venjança com n’hi ha poques: Berta Giraut, Albert Pérez, Martina Roura, Quim Àvila. Les cartes: Carla Torres, David Verdaguer. Es rifa un home!: Laia Alsina i Riera, Júlia Barceló, Denise Duncan, Pep García Pascual, Rocío Manzano, Laura Vila Kremer                                                                                  |                                | Teatre Nacional de Catalunya, Museu Nacional d’Art de Catalunya | 18/03/20 al 19/03/20     | Museu Nacional d’Art de Catalunya | Teatre                        |
| Malditas plumas                                                 | Sol Picó                                                   | Aurora Bauzà, Pere Jou (Telemann Rec.)                               | Sol Picó | Joan Manrique                  | Teatre Nacional de Catalunya, Sol Picó Companyia de Dansa | 27/03/20 al 29/03/20     | Sala Tallers                      | Dansa contemporània           |
| Solitud a Stromboli. Somnis, Signes I Símbols                   | Rosa Delor, Núria Casado Gual                              | Imma Colomer                                                         | Núria Casado Gual |                                | NUROSFERA SL | 02/04/20 al 05/04/20     | Sala Tallers                      | Monòleg                       |
| Compositores del Modernisme                                     |                                                            |                                                                      | Conjunt Instrumental de l'Escola Superior de Música de Catalunya (ESMUC) |                                | Teatre Nacional de Catalunya, Escola Superior de Música de Catalunya (ESMUC) | 02/04/20                 | Sala Gran                         | Música                        |
| Ahir                                                            | Animal Religion (Quim Girón, Joana Serra, Joan Cot Ros)    | Jordi Fondevila                                                      | Quim Girón |                                | Teatre Nacional de Catalunya, Animal Religion | 22/04/20 al 26/04/20     | Sala Petita                       | Circ contemporani             |
| Les veus interiors                                              | Eduardo De Filippo                                         | Xavier Albertí                                                       | Chantal Aimée, Joan Anguera, Mercè Aránega, Pere Arquillué, Laura Aubert, Marta Bessa, Joan Carreras, Alberto Díaz,Oriol Genís, Àurea Márquez, Albert Prat, Bernat Quintana, Lluís Villanueva | Llorenç Corbella               | Teatre Nacional de Catalunya | 07/05/20 al 14/06/20     | Sala Gran                         | Teatre                        |
| Ex-libris                                                       | Voël                                                       | Companyia Voël                                                       | Deborah Cobos (Debi), Jordi Serra, Marc Sastre | Companyia Voël                 | Companyia Voël | 09/05/20 al 24/05/20     | Sala Tallers                      | Circ contemporàni             |
| Monroe-Lamarr                                                   | Carles Batlle                                              | Sergi Belbel                                                         | Elisabet Casanovas, Laura Conejero, Eloi Sànchez, David Vert | Max Glaenzel                   | Teatre Nacional de Catalunya, Velvet Events | 14/05/20 al 14/06/20     | Sala Petita                       | Teatre                        |
| Enter Achilles                                                  |                                                            | Lloyd Newson (DV8 Physical Theatre)                                  | Richard Cilli, Tom Davis Dunn, Nelson Earl, Miguel Fiol Duran, Ian Garside, Eddie Hookham, Scott Jennings, Georgios Kotsifakis, Jag Popham, John Ross |                                | Rambert i Sadler’s Wells | 9/07/20 al 12/07/20      | Sala Gran                         | Dansa                         |
| La melancolía del turista                                       | Oligor y Microscopía                                       |                                                                      | Shaday Larios, Jomi Oligor |                                | Grec 2020 Festival de Barcelona, Iberescena, Oligor y Microscopía, Patronat Municipal de les Arts Escèniques i de la Imatge de l’Ajuntament de Saragossa, Le Parvis, Temporada Alta 2019, Pyrenart | 07/07/2020 al 12/07/2020 | Sala Tallers                      | Teatre                        |
| El sexe dels fongs                                              | Silvia Delagneau                                           | Silvia Delagneau                                                     | | Max Glaenzel, Silvia Delagneau | Grec 2020 Festival de Barcelona | 15/07/2020 al 24/07/2020 | Sala Petita                       | Escena híbrida / instal·lació |